# Eurhynchium corralense
Eurhynchium corralense là một loài rêu trong họ Brachytheciaceae. Loài này được Lorentz A. Jaeger mô tả khoa học đầu tiên năm 1878.